# Plakina elisa
Plakina elisa är en svampdjursart som beskrevs av de Laubenfels 1936. Plakina elisa ingår i släktet Plakina och familjen Plakinidae. Inga underarter finns listade i Catalogue of Life.